# IPad Pro (7‑го покоління)
iPad Pro сьомого покоління,  що продається як iPad Pro (M4), — це лінійка планшетних комп’ютерів iPad, розроблена та продана компанією Apple Inc. Його було анонсовано 7 травня 2024 року після події Apple . Цей формат виключає домен і протокол із слоганом "Let Loose". 
iPad Pro сьомого покоління було випущено 15 травня 2024 року  і є першим пристроєм Apple, який використовує чіп M4 , а також модуль дисплею на основі OLED.  13-дюймова версія є найтоншим пристроєм Apple, обидві моделі перевершують iPod Nano сьомого покоління . 

## Особливості

### Апаратне забезпечення
Моделі iPad Pro сьомого покоління оснащені процесором Apple M4 SoC . Кольори iPad Pro доступні в сріблястому та новому кольорі Space Black, який є темнішою версією Space Grey, схожою на M3 MacBook Pro . Пристрій оснащений Tandem OLED- дисплеєм як для 11-, так і для 13-дюймової моделі. Базова модель iPad Pro має 256 ГБ пам’яті та додатковий об’єм пам’яті 512 ГБ, 1 ТБ і 2 ТБ. Обидві моделі мають повну яскравість екрана 1000 ніт для вмісту XDR (із 1600 ніт для вмісту HDR). iPad Pro пропонує 8 ГБ оперативної пам’яті для 256 і 512 ГБ і оснащений 9-ядерним ЦП з 3 ядрами продуктивності та 6 ядрами продуктивності та 10-ядерним графічним процесором. Для iPad Pro з 1 і 2 ТБ пристрій поставляється з 10-ядерним ЦП з 4 ядрами продуктивності та 6 ядрами продуктивності разом із 16 ГБ оперативної пам’яті. Конфігурації iPad Pro 1 і 2 терабайти також надають користувачам можливість додати дисплей з нанотекстурою та переглядати екран в умовах зовнішнього освітлення, зменшуючи відблиски. На відміну від попередніх iPad Pro, які оснащені 12-мегапіксельною та 10-мегапіксельною надширококутною камерою, цей iPad Pro оснащений лише 12-мегапіксельною камерою, LiDAR і оновленим спалахом True Tone. Планшет також оснащений передньою камерою з горизонтальною орієнтацією.   Чіп M4 має варіанти 9- і 10-ядерного ЦП. 

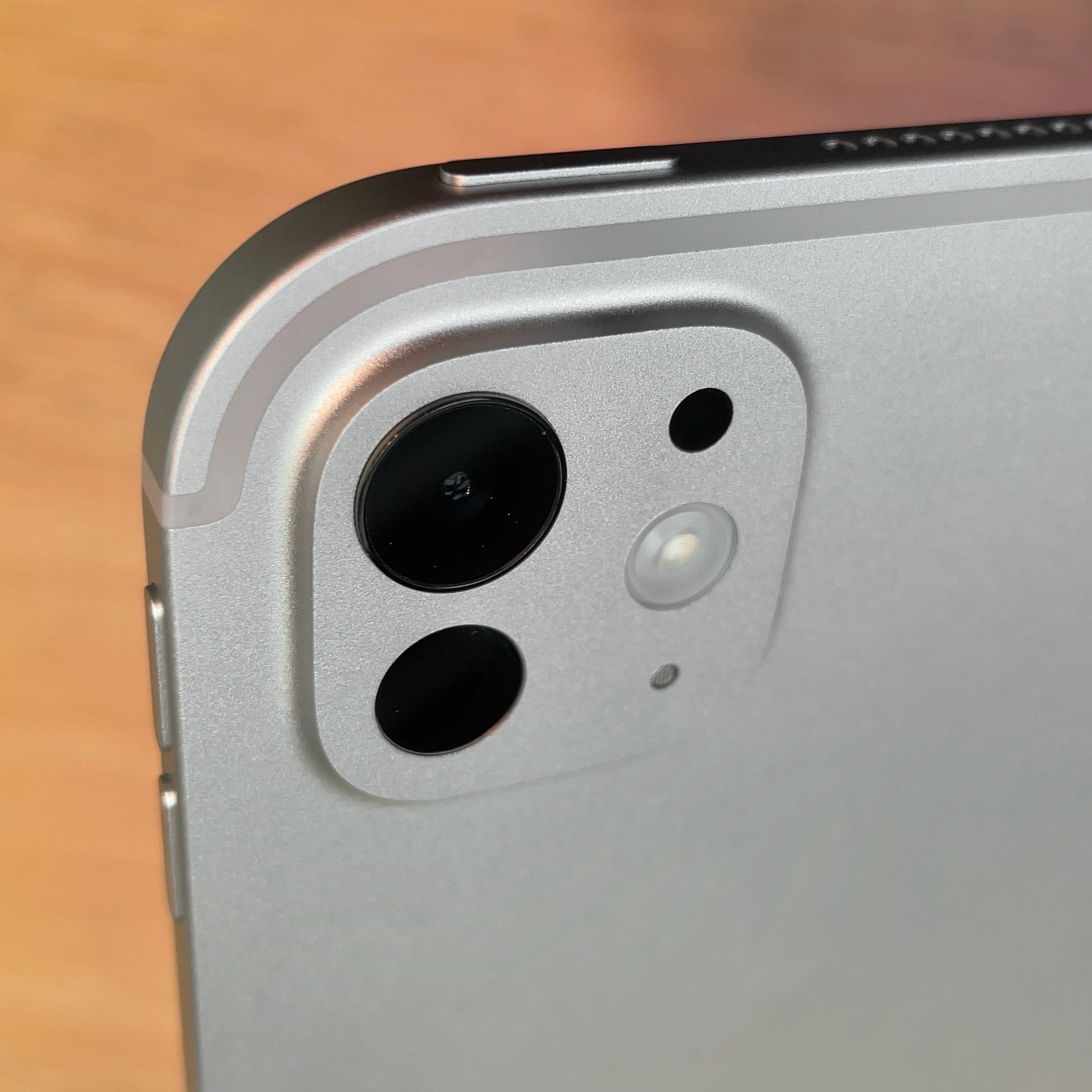
Модуль задньої камери M4 iPad Pro

### Комунікації
iPad Pro сьомого покоління містить порт USB-C для зарядки та підключення аксесуарів. Він підтримує Thunderbolt 3 і USB 4 із підтримкою зарядки та швидкістю передачі до 40 ГБ/с. iPad Pro підтримує Apple Pencil Pro, Apple Pencil USB-C і нову клавіатуру Apple Magic Keyboard із новою розкладкою клавіатури. Пристрій також оснащений підключенням WiFi 6E (802.11ax) і Bluetooth 5.3 на всіх моделях, а моделі стільникового зв’язку додають підтримку 5G нижче 6 ГГц . 

## "Crush!" рекламна полеміка
Початкова анонсована реклама iPad Pro під назвою «Crush!» була розкритикована за зображення різноманітних художніх інструментів і книг, які знищуються гідравлічним пресом і символічно стискаються в iPad Pro.  Оголошення спочатку було розміщено в обліковому записі X генерального директора Тіма Кука та на YouTube- каналі компанії.  У заяві Ad Age від 9 травня 2024 року Тор Мірен, віце-президент Apple із маркетингових комунікацій, вибачився, зазначивши, що «креативність закладена в нашій ДНК Apple, і для нас надзвичайно важливо розробляти продукти, які дають змогу творцям у всьому Нашою ціллю є незліченна кількість способів, якими користувачі виражають себе та втілюють свої ідеї в життя за допомогою цього відео, і нам дуже шкода».  У відповідь на суперечку Samsung випустив рекламу свого Galaxy Tab S9 під назвою «UnCrush». Використовуючи ті самі налаштування, він показує жінку, яка грає на пошкодженій гітарі з уламків, використовуючи Tab S9 Ultra як музичний лист, а потім закінчується слоганом «Творчість неможливо знищити». 
| Хронологія моделей iPad                     |
| ------------------------------------------- |
| Див. також: Хронологія продуктів Apple Inc. |

Джерело: Apple Newsroom Archive.